# Базилєв Микола Іванович
Мико́ла Іва́нович Базилє́в (15 лютого 1914, Юзівка — 27 квітня 1988, Київ) — український радянський художник; член Спілки радянських художників України. Батько живописця Сергія Базилєва.

## Біографічні дані
Народився 2 [15] лютого 1914 року в місті Юзівці (нині Донецьк, Україна). Упродовж 1931—1940 років навчався в Київському художньому інституті, де його викладачами були зокрема Федір Кричевський, Карпо Трохименко, Іван Падалка, Ілля Штільман, Михайло Бойчук, Андрій Таран. Дипломна робота — картина «Добровольці».
Брав участь у німецько-радянській війні. Під час війни виконав багато фронтових малюнків. Нагороджений орденом Вітчизняної війни ІІ ступеня (6 квітня 1985).
Жив у Києві, в будинку на провулку Івана Мар'яненка, № 14, квартира № 6. Помер у Києві 27 квітня 1988 року.

## Творчість
Працював у галузі плаката, станкового та монументального живопису. Писав картини у жанрах портрета та пейзажу. Твори позначені рисами соціалістичного реалізму. Серед робіт:
плакати
- «Возз'єднання українського народу в єдиній Українській Радянській державі» (1949);
- «Вклавши в справу досвід та науку, подамо Дніпру братерську руку!» (1951);
- «Щорс» (1952);
- «1905 рік» (1955);
- «Працею зміцнює Батьківщину!» (1957, у співавторстві з Георгієм Бахмутовим);
- «Ганьба тим, хто зневажає працю» (1959);

живопис
- «Корсунь-Шевченківське оточення» (1947—1948, у співавторстві з Георгієм Киянченком, Левом Ходченком, Костянтином Шуруповим, Петром Яблуновським);
- «Танкова атака в селі Лисянці» (1947, у співавторстві);
- «На відпочинку» (1948; Донецький художній музей);
- «Біля прямого дроту» (1950—1952; Національний музей у Львові);
- «Пархоменко» (1958);
- «Українська делегація на XXI з'їзді КПРС» (1960, у співавторстві з Олексієм Артамоновим та Георгієм Бахмутовим);
- «Шевченко в Москві» (1960, у співавторстві з Олексієм Артамоновим та Георгієм Бахмутовим);
- «На ковзанку» (1963);
- «Зимовий взято» (1970);
- «Пам'ять» (1983);
- «Дорогами війни» (1984);
- «З перемогою додому» (1985).

З 1945 року брав участь в обласних та республіканських виставках, всесоюзних — з 1955 року, зокрема у:
- виставці творів художників, учасників Великої вітчизняної війни (Київ, 1946);
- 8-й українській художній виставці (Київ, 1946);
- 9-й українській художній виставці «1917—1947» (Київ, 1947);
- виставці творів художників України (Ростов-на-Дону, 1948);
- 10-й українській художній виставці (Київ, 1949);
- всесоюзній художній виставці (Москва, 1949);
- виставці радянського плакату (Москва, 1950);
- 11-й українській художній виставці (Київ, 1953);
- виставці образотворчого мистецтва УРСР привсяченій 300-річчю воз'єднання України з Росією (Київ, 1954);
- виставці українського радянського плакату (Київ, 1955);
- 3-й обласній художній виставці, присвяченій 300-річчю воз'єднання України з Росією (Київ, 1955);
- виставці «50 років першій російській революції» (Москва, 1956);
- ювілейній художній виставці УРСР (Київ, 1957);
- всесоюзній виставці плакату (Київ, 1959);
- художній виставці присвяченій 100-річчю з дні смерті Тараса Шевченка (Київ, 1961);
- республіканській художній виставці (Київ, 1964).

Крім згаданих музеїв, твори художника зберігаються у Художньому фонді України, Національному музеї історії України у Києві.